# كولن أرنولد
كولن أرنولد (بالإنجليزية: Colin Arnold)‏ (19 أغسطس 1957 في أستراليا - ) هو لاعب كريكت أسترالي. لعب مع فريق تسمانيا للكريكت.

## وصلات خارجية
- كولن أرنولد على موقع إي آس بي آن كريك إنفو (الإنجليزية)